# Iaroslava, Cetatea Albă
Iaroslava (în ucraineană Ярославка, transliterat: Iaroslavka) este un sat în comuna Plahteevca din raionul Cetatea Albă, regiunea Odesa, Ucraina.

## Demografie
Componența lingvistică a localității Iaroslava
     Ucraineană (92,01%)
     Rusă (4,65%)
     Bulgară (1,6%)
     Română (1,38%)
     Alte limbi (0,22%)
Conform recensământului din 2001, majoritatea populației localității Iaroslava era vorbitoare de ucraineană (92,01%), existând în minoritate și vorbitori de rusă (4,65%), bulgară (1,6%) și română (1,38%).